# Brenno (nome)
Brenno  è un nome proprio di persona italiano maschile.

## Varianti
- Maschili: Breno[1][2]
- Femminili: Brenna[1][2], Brena[1]

### Varianti in altre lingue
- Latino: Brennus[3]
- Portoghese: Breno[3]

## Origine e diffusione

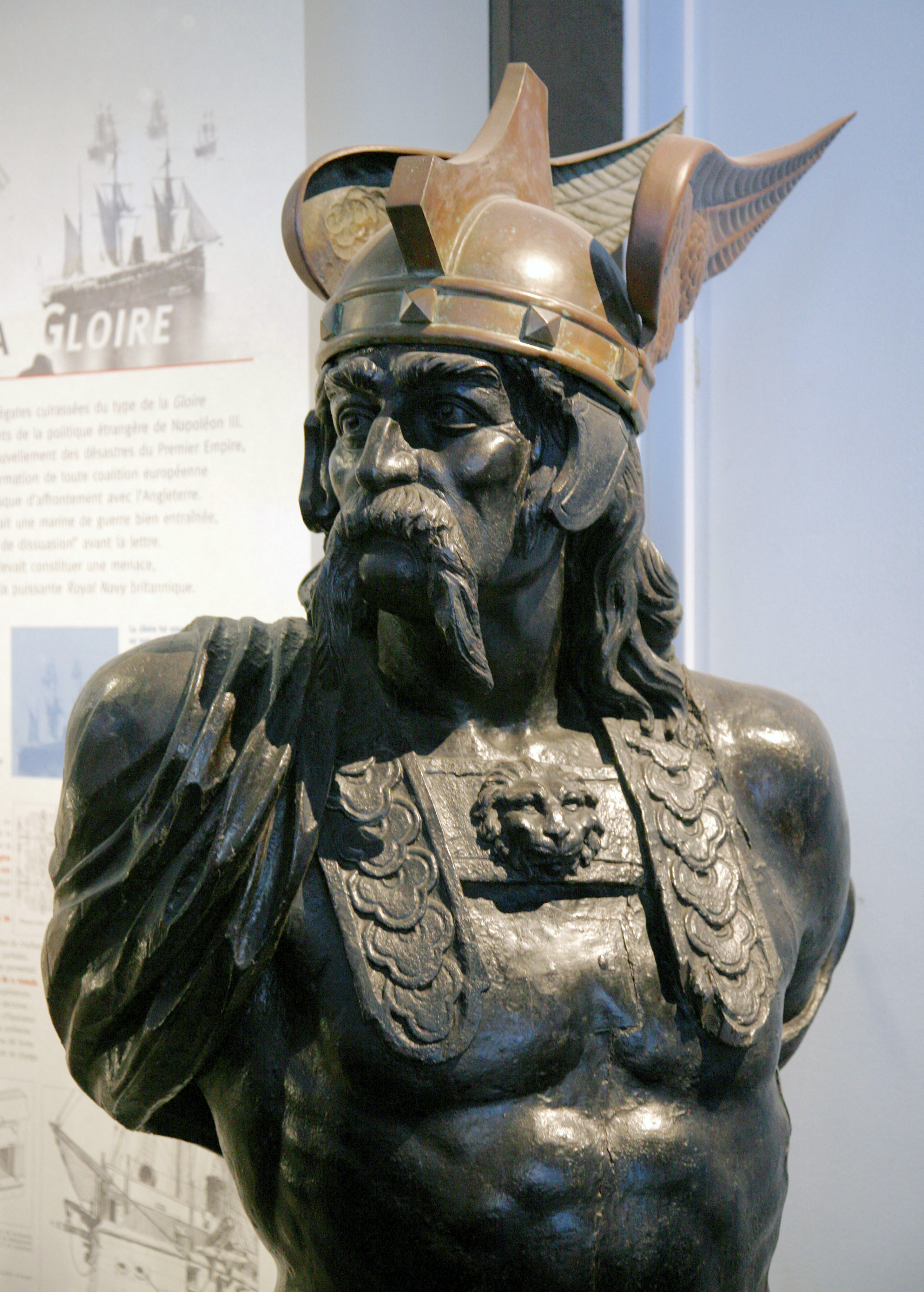
Brenno

Questo nome è ricordato principalmente grazie alla figura di Brenno, il condottiero dei Galli Senoni che saccheggiò Roma nel 390 a.C.; la sua diffusione in Italia è scarsissima, e si attesta per oltre tre quarti delle occorrenze in Emilia-Romagna, disperdendosi per il resto dal Nord fino alle Marche.
Etimologicamente deriva da Brennus, la forma latinizzata di un qualche nome o titolo celtico dal significato incerto, forse "corvo" oppure "re", "principe". Nel primo caso condivide il significato coi nomi Rabano, Rocco e Vasco, mentre nel secondo è affine a Basileo, Malik, Rex, Zoltán e Sultan.
Va notato che la forma femminile italiana Brenna coincide con un nome inglese non correlato, che può essere tanto una forma femminile di Brennan, quanto una variante di Brenda.

## Onomastico
Non esistono santi che portano questo nome, quindi è adespota. L'onomastico può essere festeggiato in occasione di Ognissanti, il 1º novembre.

## Persone
- Brenno, condottiero dei Senoni
- Brenno, condottiero dei Galati
- Brenno Bertoni, avvocato, giornalista e politico svizzero
- Brenno Del Giudice, architetto italiano
- Brenno Fiumali, fumettista italiano
- Brenno Fontanesi, calciatore italiano
- Brenno Milani, calciatore italiano
- Brenno Placido, attore italiano